# Antonio Errico
Antonio Errico, né le 26 juin 1948, à Pouzzoles, en Italie et décédé le 16 juillet 1973, à Baia Domizia, en Italie, est un ancien joueur italien de basket-ball.

## Palmarès
- Coupe des coupes 1970
- Coupe d'Italie 1968